# إيداع جبري
الإيداع الجبري  وفق القوانين القضائية المحلية لبعض البلدان هو تنفيذ حكم قضائي يتضمن إيداع الأفراد الذين يعانون من اضطرابات نفسية جبرياً إلى مستشفى الأمراض النفسية، وذلك بناءً على رأي مختصين، في حال عدم القيام الطوعي بالاستشارة النفسانية المتخصصة.
يصدر قرار الإيداع الجبري في بعض الدول مثل بريطانيا، والولايات المتحدة، إلا أنه تراجع منذ الثلث الأول من القرن العشرين، إذ ظهرت نزعة منذ ذلك الوقت نحو التقليل أو حتى التخلي نهائياً عنه؛ وذلك فيما يعرف باسم الرعاية غير المؤسسية.